# Kleidotoma marshalli
Kleidotoma marshalli är en stekelart som beskrevs av Cameron 1889. Kleidotoma marshalli ingår i släktet Kleidotoma, och familjen glattsteklar. Arten är reproducerande i Sverige.